# Philips PM5540

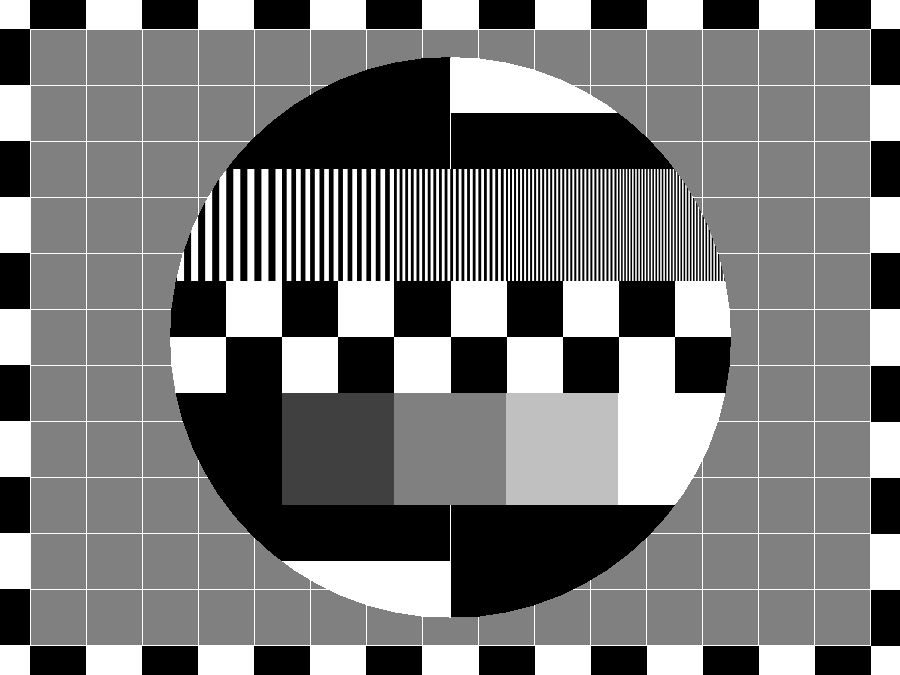
'PM5540' Philips mönster (4:3).

Philips PM5540 är en testbildsgenerator som kan ses som den svart-vita föregångaren till den mycket utbredda Philips PM5544 testbilden.  Denna testbild har använts i Australien, Abu Dhabi, Danmark, Israel, Qatar och Nederländerna. En kraftigt förändrad version av PM5540 testbilden användes av Sjónvarpið på Island mellan 1966 och 1982.